# Stăncești-Larga, Gorj
Stăncești-Larga este un sat în comuna Mușetești din județul Gorj, Oltenia, România.

## Vezi și
- Biserica de lemn din Stăncești-Larga

 Acest articol despre o localitate din județul Gorj este deocamdată un ciot. Puteți ajuta Wikipedia prin completarea lui.